# Éthique de la discussion

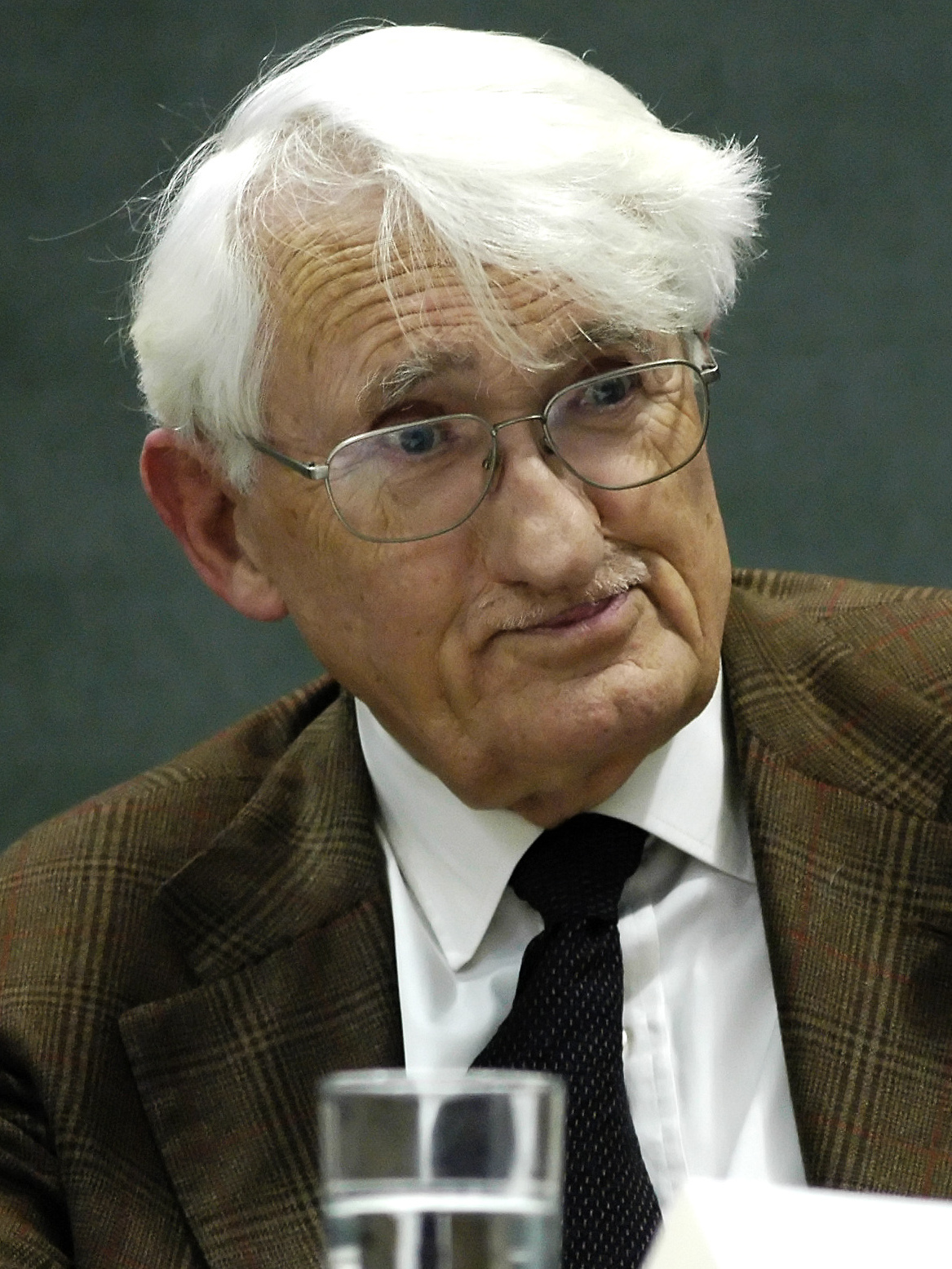
Jürgen Habermas lors d'une discussion à l'École de philosophie de Munich

 (décembre 2018).
Si vous disposez d'ouvrages ou d'articles de référence ou si vous connaissez des sites web de qualité traitant du thème abordé ici, merci de compléter l'article en donnant les références utiles à sa vérifiabilité et en les liant à la section « Notes et références ».
L'éthique en matière de discussion, de communication et de débat est une réflexion sur les conditions de possibilités minimales de compréhension mutuelle des individus en situation d'échange verbal. Théorisée en particulier par Jürgen Habermas et Karl-Otto Apel, elle a pour but de formuler les normes qui doivent permettre à un débat de se dérouler de manière satisfaisante et d'établir si possible les fondements de ces normes.

## Principes rationnels d'un débat
L'un des points de départ d'Habermas et d'Apel, héritiers de l'école de Francfort, consiste à remettre en cause la théorisation webérienne de la «rationalité instrumentale » portant sur l'adaptation des moyens aux fins : selon l'éthique de la discussion, il faut laisser une place, à côté de ce type de rationalité, ou de la « rationalité stratégique » (incarnée par exemple par la maximisation de l'utilité propre à l'homo œconomicus ou à l'utilitarisme), à la « raison communicationnelle », qui porte sur des valeurs. Contrairement à la « rationalité instrumentale », la rationalité communicationnelle est donc axiologique, et ouvre par conséquent la sphère de l'éthique ou de la morale.
Le deuxième point d'appui est fourni par la philosophie pratique de Kant, qu'Habermas et Apel tentent de reformuler sur de nouvelles bases (cf. infra).
Ces deux axes fournissent non seulement les bases de l'éthique de la discussion, mais aussi ce qui permet à ces auteurs de critiquer d'autres formulations, notamment la Théorie de la justice de Rawls, l'« éthique néo-aristotélicienne » ou éthique eudémoniste, ou encore éthique de la vertu, ou le pluralisme d'un Rorty, voire de Lyotard, Foucault ou Derrida, accusés de ne pouvoir penser l'éthique en tombant dans ce qu'Habermas et Apel considèrent comme relativisme intégral.

### L'adhésion
Le principe fondamental est, selon Schopenhauer (L'Art d'avoir toujours raison) le principe contra negantem principia non est disputandum (il ne faut pas discuter avec quelqu'un qui nie les principes), ce qui est en soi une reprise d'Aristote.
Ce premier principe est déjà en lui-même problématique. Du point de vue des fondements il paraît en effet impossible de souscrire à des principes de manière rationnelle, car on commettrait ainsi une pétition de principe. C'est ce qu'affirme Popper (La Société ouverte et ses ennemis) lorsqu'il parle d'une décision originaire à effectuer entre « raison critique » et « obscurantisme ». Une telle approche a été récusée par Karl-Otto Apel, qui la qualifie de « décisionisme transcendantal » et considère au contraire que :
« celui qui argumente a, par là même, déjà foulé le sol de la raison communicationnelle discursive, et a en conséquence reconnu ses normes (...) quiconque argumente (pense!) n'a même plus accès à la situation présupposée par Popper, celle de devoir prendre une décision ultime pour ou contre la raison. »
Pour répondre à ce problème posé par exemple par les sophistes ou les sceptiques (cf. Sextus Empiricus, Livre I), différentes solutions ont été proposées. L'enjeu est d'éviter une alternative stérile entre l’impossibilité de parler et l'impossibilité d'entendre : le refus de tout principe et l'acceptation d'un seul principe universel peuvent en certains cas conduire également à l’impossibilité de la communication humaine.

### Règles
1. Les principes logiques : but - écarter la sophistique et refuser le silence sceptique.
2. Les prénotions : but - rendre intelligible une entente humaine a priori.
3. Le sujet transcendantal : but - établir les conditions universelles des possibilités d'un débat.
4. L'absence de contradiction performative : but - fondation ultime de l'éthique par la raison.

## Éthique de la discussion telle que développée par Habermas
Jürgen Habermas ramène dans l’éthique kantienne les intérêts et le bien-être des personnes de même qu’il sort l’impératif catégorique de son fonctionnement interne, rendant ainsi son importance au point de vue de chacun sur ce qui est moralement juste (c'est également cette voie que développe son collègue Karl-Otto Apel).

« Agis de telle sorte que la maxime de ta volonté puisse toujours valoir en même temps comme principe d’une législation universelle. »

— (Critique de la raison pratique, Emmanuel Kant)
Le nouvel impératif, selon l’éthique de la discussion, établirait le principe « D » selon lequel « seules peuvent prétendre à la validité les normes susceptibles de rencontrer l'adhésion de tous les intéressés en tant que participants d'une discussion pratique ». Il s’agit donc de permettre au processus interne induit par l’impératif kantien (la réflexion par rapport à la maxime de l’action et à sa possible universalisation) de se sortir du sujet pour prendre le terrain de la discussion, pratique, externe. Selon les mots d'Apel, de sortir du « solipsisme transcendantal » en faisant appel à l'intersubjectivité, qui ne s'oppose pas à l'objectivité mais au contraire en serait un prérequis.
De cette façon, Habermas n’a pas besoin, contrairement à Kant, de poser de différence catégoriale entre la sphère nouménale (devoir et libre volonté) et la sphère phénoménale (inclinations, motifs subjectifs, État, société) ; l’intelligible étant traduit dans le langage de la discussion, une telle distinction n’est plus nécessaire.
Habermas pose une seconde distinction avec l’éthique kantienne en ce que l’éthique de la discussion place l’impératif catégorique comme étant posé à partir des présuppositions universelles de l’argumentation. Cela modifie l’impératif kantien de sorte que celui-ci soit ramené au rang d’un principe d’universalisation, « U », qui dans les discussions pratiques assume le rôle d’une règle d’argumentation. Cette règle valide les normes telles que « les conséquences et les effets secondaires qui d'une manière prévisible découlent d'une observation universelle de la norme dans l'intention de satisfaire l'intérêt de tout un chacun peuvent être acceptés sans contrainte par tous ». Cette règle se décompose donc en deux étapes :
1. il faut prendre en compte les intérêts des personnes qui peuvent être affectées par la norme examinée ;
2. et tenir compte des jugements que lesdites personnes posent sur la norme.

Il y a une autre opposition par rapport à l’éthique kantienne. Les bases sont différentes : à savoir que l’impératif kantien se joue essentiellement à l’interne tout en misant sur la capacité d’objectivation du sujet, alors que l’éthique de la discussion est externe, par définition est discussion entre individus : l’universabilité est le résultat d’une discussion publique réalisée intersubjectivement et ne fait non plus suite à une entreprise intérieure, monologique, « in foro interno ».
La stratégie propre à l’éthique de la discussion permet le décloisonnement, où les présuppositions de l’agir orienté vers l’intercompréhension sont étendues à une communauté de communication idéale comprenant tous les sujets capables de parler et d’agir.
Ici, l’idéal est très important en ce qu’Habermas est évidemment conscient qu’il conçoit sa pensée par rapport à une communauté idéale, où l’éthique ainsi élaborée pourra trouver sa pleine réalisation. Toute la question, dès lors, est comment l'éthique de la discussion pourrait nous aider à nous rapprocher de cet idéal régulateur d'une discussion idéale, par contraste avec les conflits propres aux discussions réelles, marquées par l'usage de la rhétorique et de la sophistique.

## L'éthique de la discussion selon Karl-Otto Apel
Karl-Otto Apel, s'appuyant en partie sur l'œuvre d'Habermas, cherche dans Éthique de la discussion une fondation rationnelle de l'éthique.
Dans les premiers chapitres, il situe la réflexion éthique : une éthique de la responsabilité (et plus encore une éthique universellement valide) à l'âge de la science. Comment articuler science et éthique ? Apel montre que l'appel à la complémentarité d'une rationalité procédurale et d'une éthique existentielle est insuffisant pour fonder une telle éthique. De plus, il illustre toute l'ampleur de la difficulté dans un contexte où la science ne reconnaît que la rationalité scientifique, la rationalité technique-instrumentale et la rationalité stratégique (ordonner les moyens en fonction d'une fin).
Apel demande aussi que soit contournée (toujours dans l'horizon du problème de la fondation philosophique ultime) l'alternative entre des principes idéaux, totalement abstraits de l'histoire et une version de l'historicisme-relativisme-contextualisme-particularisme de la validité.
Quelle fondation finit-il par proposer ?
D'abord, Apel pointe vers ceci : "[...] la validité intersubjective de la connaissance scientifique axiologiquement neutre (donc l'objectivité) est elle-même impossible sans présupposer simultanément une communauté langagière et communicationnelle, et, corollairement, la relation sujet-cosujet, relation normativement non neutre" (Paris, Cerf, 1994, p. 37). Ainsi, la rationalité de la science ne peut exclure ni le langage, ni les interactions, ni les groupes, ni la communauté dans lesquels se développent et se transmettent les discours scientifiques.
Le sujet qui argumente (qui produit un discours) est toujours membre d'une communauté réelle de communication historique. On atteint là un point indépassable de la pensée en tant qu'argumentation. Or, ce qui est indépassable pour l'argumentation, cela est fondé de façon ultime, au sens pragmatico-transcendantal (Paris, Cerf, 1994, p. 41).